# 茶目坊空気銃の巻
『茶目坊空気銃の巻』は、1917年（大正6年）8月11日公開の日本の短篇アニメーション映画である。『塙凹内名刀之巻（なまくら刀）』公開の約1カ月後に公開されたが、子供にいたずらを教えるという理由から検閲され公開禁止となった。フィルムは21世紀現在でも現存が確認されていない。
小林商会の下でアニメ制作の研究を進めていた、国産アニメ映画の創始者の1人、幸内純一による作品。フィルムが現存していないため、ストーリー等の詳細は不明。ちなみにタイトルにある茶目坊は、幸内の師匠に当たる北澤楽天が当時『時事新報』の日曜版に連載していたマンガ『茶目と凸坊』に便乗してつけられたものと思われる。この『茶目と凸坊』は非常な人気で、当時のアニメ映画は（たとえ外国産のものであっても）タイトルに「茶目」や「凸坊」などの名前が勝手につけられていたのである。
1918年に小林商会が経営難で映画製作を中止。そのため『塙凹内かっぱまつり』以降幸内純一は13年間アニメ作品を製作しなかった。1930年にアニメの製作を再開。トーキーアニメの『ちょん切れ蛇』を製作したが、この作品を最後にアニメ制作を辞めている。

## スタッフ
- 監督・演出・作画 ‐ 幸内純一
- 製作・配給 ‐ 小林商会